# Reprezentacja Korei Południowej w piłce siatkowej kobiet

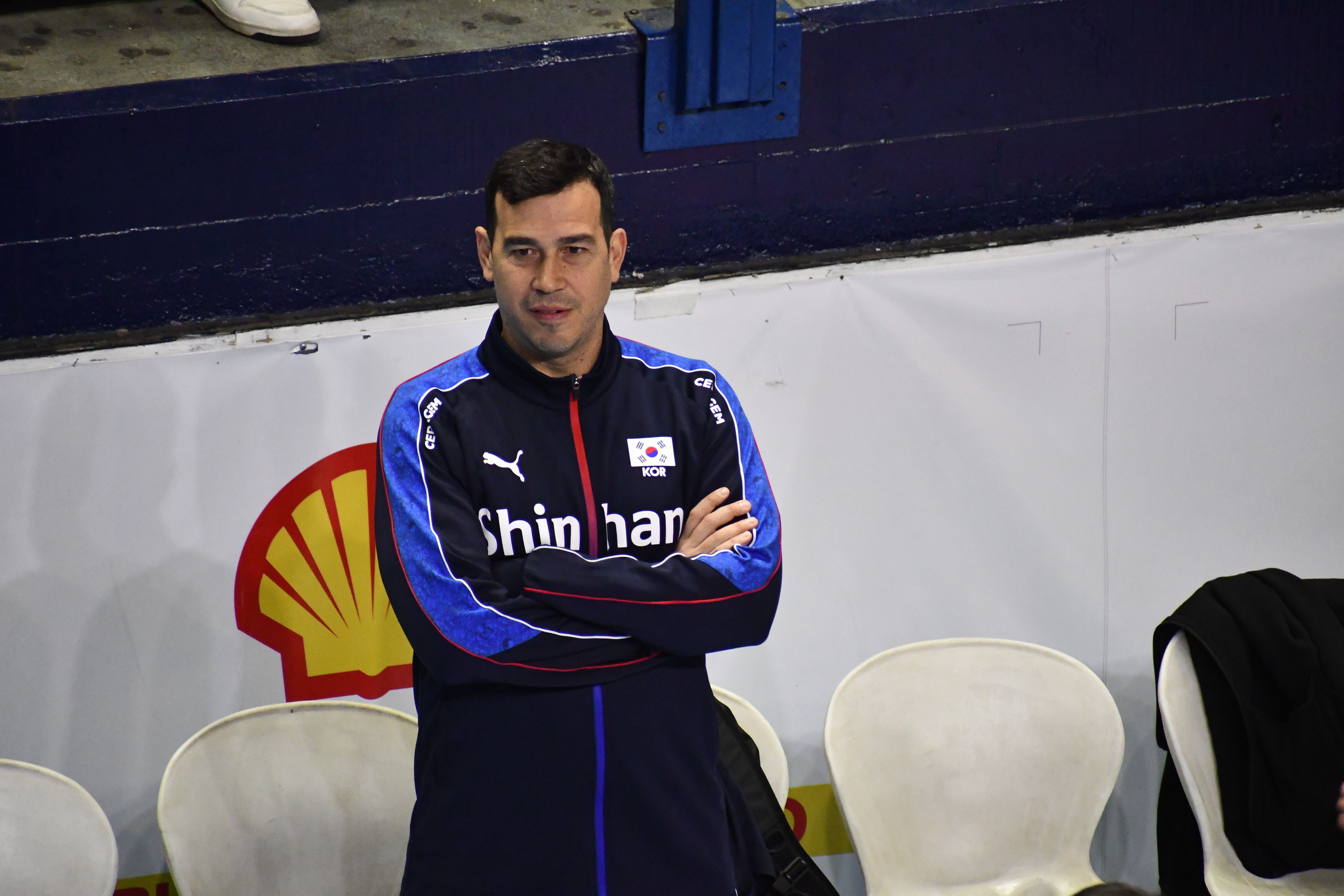
Fernando Morales trenerem reprezentacji Korei Południowej w 2024 roku

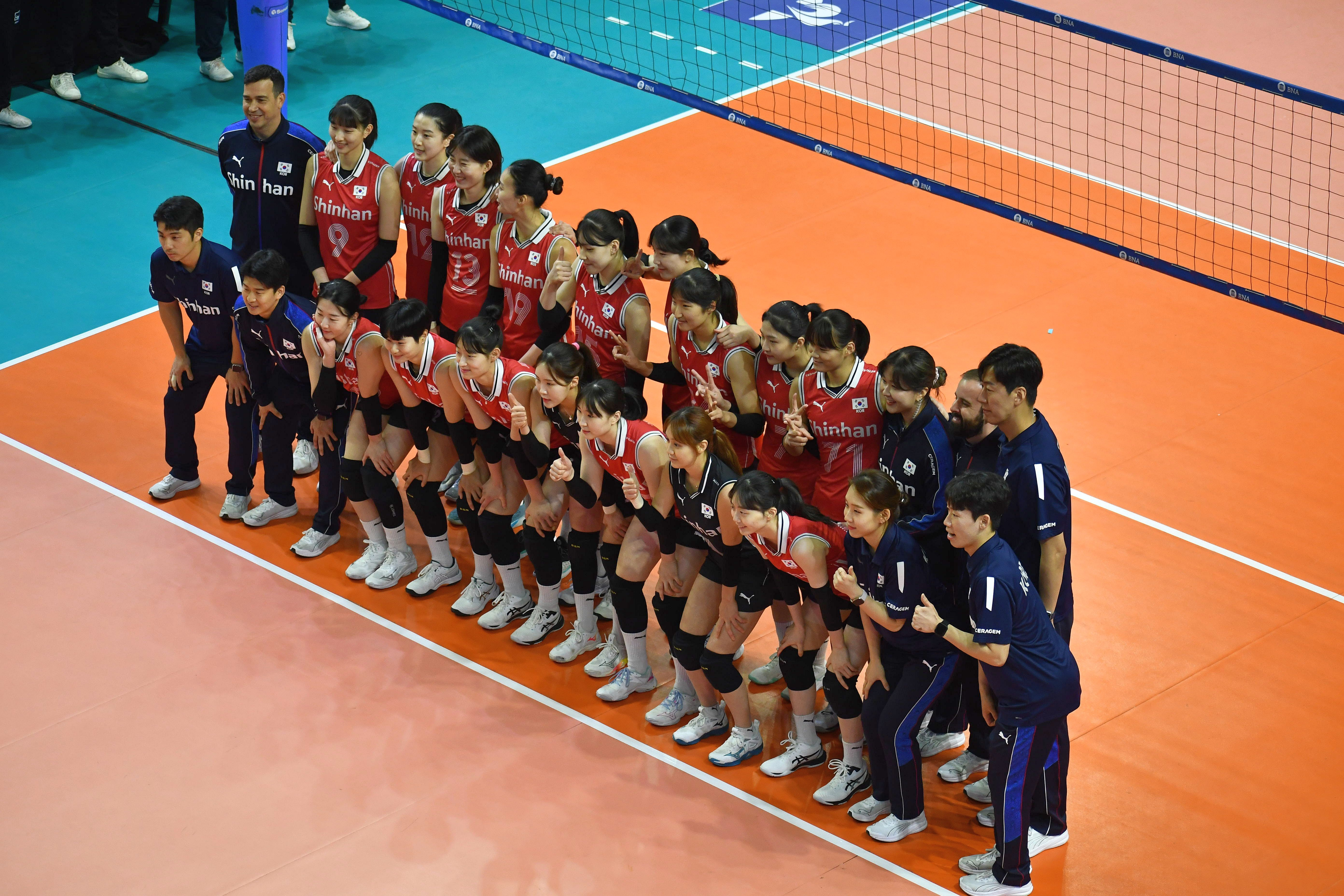
Reprezentantki Korei Południowej w maju 2024 roku

Reprezentacja Korei Południowej w piłce siatkowej kobiet to narodowa reprezentacja tego kraju, reprezentująca go na arenie międzynarodowej.

## Trenerzy
| Lata      | Imię i nazwisko         |
| --------- | ----------------------- |
| 1997–1998 | Hyung-Sil Kim           |
| 1999–2001 | Chul-Yong Kim           |
| 2002      | Hoa-Suk Ryu             |
| 2003–2004 | Chul-Yong Kim           |
| 2005      | Hyung-Sil Kim           |
| 2006      | Myeong-Soo Kim          |
| 2007–2008 | Jung-Chul Lee           |
| 2009      | Lee Sung-Hee            |
| 2010      | Sam-Ryong Park          |
| 2011–2012 | Hyung-Sil Kim           |
| 2013      | Hae-Won Cha             |
| 2014      | Sun-Goo Lee             |
| 2015–2016 | Jung-Chul Lee           |
| 2017      | Sung-Jin Hong           |
| 2018      | Hae-Won Cha             |
| 2019–2021 | Stefano Lavarini        |
| 2022–2023 | César Hernando González |
| 2024–     | Fernando Morales        |

## Osiągnięcia
Igrzyska Olimpijskie:
- 1976

Mistrzostwa Świata:
- 1967, 1974

Grand Prix:
- 1997

Puchar Świata:
- 1973, 1977

Mistrzostwa Azji:
- 1975, 1989, 1995, 1997, 1999, 2001, 2003, 2015
- 1979, 1983, 1987, 1991, 1993, 2003, 2011, 2013 2017, 2019

Igrzyska azjatyckie:
- 1994, 2014
- 1962, 1966, 1970, 1974, 1990, 1998, 2002, 2010
- 1978, 1982, 1986, 2018

Puchar Azji:
- 2008, 2014
- 2010

Volley Masters Montreux:
- 1990, 1992, 1993

## Udział i miejsca w imprezach

### Igrzyska Olimpijskie
| Rok  | Kraj           | Miejsce      |
| ---- | -------------- | ------------ |
| 1964 | Tokio          | 6. miejsce   |
| 1968 | Meksyk         | 5. miejsce   |
| 1972 | Monachium      | 4. miejsce   |
| 1976 | Montreal       | 3. miejsce   |
| 1980 | Moskwa         | brak udziału |
| 1984 | Los Angeles    | 5. miejsce   |
| 1988 | Seul           | 8. miejsce   |
| 1992 | Barcelona      | brak udziału |
| 1996 | Atlanta        | 6. miejsce   |
| 2000 | Sydney         | 8. miejsce   |
| 2004 | Ateny          | 5. miejsce   |
| 2008 | Pekin          | brak udziału |
| 2012 | Londyn         | 4. miejsce   |
| 2016 | Rio de Janeiro | 5. miejsce   |
| 2020 | Tokio          | 4. miejsce   |
| 2024 | Paryż          | brak udziału |

### Mistrzostwa Świata
| Rok  | Kraj             | Miejsce      |
| ---- | ---------------- | ------------ |
| 1952 | ZSRR             | brak udziału |
| 1956 | Francja          | brak udziału |
| 1960 | Brazylia         | brak udziału |
| 1962 | ZSRR             | brak udziału |
| 1967 | Japonia          | 3. miejsce   |
| 1970 | Bułgaria         | brak udziału |
| 1974 | Meksyk           | 3. miejsce   |
| 1978 | ZSRR             | 4. miejsce   |
| 1982 | Peru             | 7. miejsce   |
| 1986 | Czechosłowacja   | 8. miejsce   |
| 1990 | Chiny            | 5. miejsce   |
| 1994 | Brazylia         | 4. miejsce   |
| 1998 | Japonia          | 9. miejsce   |
| 2002 | Niemcy           | 6. miejsce   |
| 2006 | Japonia          | 13. miejsce  |
| 2010 | Japonia          | 13. miejsce  |
| 2014 | Włochy           | brak udziału |
| 2018 | Japonia          | 17. miejsce  |
| 2022 | Polska/ Holandia | 20. miejsce  |
| 2025 | Tajlandia        | brak udziału |

### Mistrzostwa Azji
| Rok  | Kraj             | Miejsce    |
| ---- | ---------------- | ---------- |
| 1975 | Australia        | 2. miejsce |
| 1979 | Chiny            | 3. miejsce |
| 1983 | Japonia          | 3. miejsce |
| 1987 | Chiny            | 3. miejsce |
| 1989 | Hongkong         | 2. miejsce |
| 1991 | Tajlandia        | 3. miejsce |
| 1993 | Chiny            | 3. miejsce |
| 1995 | Tajlandia        | 2. miejsce |
| 1997 | Filipiny         | 2. miejsce |
| 1999 | Hongkong         | 2. miejsce |
| 2001 | Tajlandia        | 2. miejsce |
| 2003 | Wietnam          | 3. miejsce |
| 2005 | Chiny            | 4. miejsce |
| 2007 | Tajlandia        | 4. miejsce |
| 2009 | Wietnam          | 4. miejsce |
| 2011 | Chińskie Tajpej  | 3. miejsce |
| 2013 | Tajlandia        | 3. miejsce |
| 2015 | Chiny            | 2. miejsce |
| 2017 | Filipiny         | 3. miejsce |
| 2019 | Korea Południowa | 3. miejsce |
| 2023 | Tajlandia        | 6. miejsce |

### Grand Prix
| Rok  | Miasto          | Miejsce      |
| ---- | --------------- | ------------ |
| 1993 | Hongkong        | 5. miejsce   |
| 1994 | Szanghaj        | 5. miejsce   |
| 1995 | Szanghaj        | 5. miejsce   |
| 1996 | Szanghaj        | 7. miejsce   |
| 1997 | Kobe            | 3. miejsce   |
| 1998 | Hongkong        | 6. miejsce   |
| 1999 | Yuxi            | 6. miejsce   |
| 2000 | Manila          | 6. miejsce   |
| 2001 | Makau           | 7. miejsce   |
| 2002 | Hongkong        | brak udziału |
| 2003 | Andria          | 6. miejsce   |
| 2004 | Reggio Calabria | 11. miejsce  |
| 2005 | Sendai          | 9. miejsce   |
| 2006 | Reggio Calabria | 9. miejsce   |
| 2007 | Ningbo          | brak udziału |
| 2008 | Yokohama        | brak udziału |
| 2009 | Tokio           | 12. miejsce  |
| 2010 | Ningbo          | brak udziału |
| 2011 | Makau           | 9. miejsce   |
| 2012 | Ningbo          | 14. miejsce  |
| 2013 | Sapporo         | brak udziału |
| 2014 | Tokio           | 9. miejsce   |
| 2015 | Omaha           | brak udziału |
| 2016 | Bangkok         | brak udziału |
| 2017 | Nankin          | 14. miejsce  |

### Liga Narodów
| Rok  | Miasto    | Miejsce     |
| ---- | --------- | ----------- |
| 2018 | Nankin    | 12. miejsce |
| 2019 | Nankin    | 15. miejsce |
| 2021 | Rimini    | 15. miejsce |
| 2022 | Ankara    | 16. miejsce |
| 2023 | Arlington | 16. miejsce |
| 2024 | Bangkok   | 15. miejsce |
| 2025 | Łódź      | 18. miejsce |

### Puchar Świata
| Rok  | Kraj    | Miejsce    |
| ---- | ------- | ---------- |
| 1973 | Urugwaj | 3. miejsce |
| 1977 | Japonia | 3. miejsce |
| 1981 | Japonia | 5. miejsce |
| 1985 | Japonia | 7. miejsce |
| 1989 | Japonia | 7. miejsce |
| 1991 | Japonia | 6. miejsce |
| 1995 | Japonia | 5. miejsce |
| 1999 | Japonia | 4. miejsce |
| 2003 | Japonia | 9. miejsce |
| 2007 | Japonia | 8. miejsce |
| 2011 | Japonia | 9. miejsce |
| 2015 | Japonia | 6. miejsce |
| 2019 | Japonia | 6. miejsce |

### Puchar Wielkich Mistrzyń
| Rok  | Kraj    | Miejsce      |
| ---- | ------- | ------------ |
| 1993 | Japonia | brak udziału |
| 1997 | Japonia | 6. miejsce   |
| 2001 | Japonia | 6. miejsce   |
| 2005 | Japonia | 6. miejsce   |
| 2009 | Japonia | 5. miejsce   |
| 2013 | Japonia | brak udziału |
| 2017 | Japonia | 6. miejsce   |

### Igrzyska Azjatyckie
| Rok  | Miasto     | Miejsce    |
| ---- | ---------- | ---------- |
| 1962 | Dżakarta   | 2. miejsce |
| 1966 | Bangkok    | 2. miejsce |
| 1970 | Bangkok    | 2. miejsce |
| 1974 | Teheran    | 2. miejsce |
| 1978 | Bangkok    | 3. miejsce |
| 1982 | Nowe Delhi | 3. miejsce |
| 1986 | Seul       | 3. miejsce |
| 1990 | Pekin      | 2. miejsce |
| 1994 | Hiroszima  | 1. miejsce |
| 1998 | Bangkok    | 2. miejsce |
| 2002 | Pusan      | 2. miejsce |
| 2006 | Doha       | 5. miejsce |
| 2010 | Kanton     | 2. miejsce |
| 2014 | Inczon     | 1. miejsce |
| 2018 | Dżakarta   | 3. miejsce |
| 2023 | Hangzhou   |            |

### Volley Masters Montreux
| Rok  | Miasto   | Miejsce      |
| ---- | -------- | ------------ |
| 1988 | Montreux | ?            |
| 1989 | Montreux | ?            |
| 1990 | Montreux | 7. miejsce   |
| 1991 | Montreux | 7. miejsce   |
| 1992 | Montreux | 7. miejsce   |
| 1993 | Montreux | 7. miejsce   |
| 1994 | Montreux | 7. miejsce   |
| 1995 | Montreux | 6. miejsce   |
| 1996 | Montreux | 7. miejsce   |
| 1998 | Montreux | brak udziału |
| 1999 | Montreux | brak udziału |
| 2000 | Montreux | brak udziału |
| 2001 | Montreux | brak udziału |
| 2002 | Montreux | brak udziału |
| 2003 | Montreux | brak udziału |
| 2004 | Montreux | brak udziału |
| 2005 | Montreux | brak udziału |
| 2006 | Montreux | brak udziału |
| 2007 | Montreux | brak udziału |
| 2008 | Montreux | brak udziału |
| 2009 | Montreux | brak udziału |
| 2010 | Montreux | brak udziału |
| 2011 | Montreux | brak udziału |
| 2013 | Montreux | brak udziału |
| 2014 | Montreux | brak udziału |
| 2015 | Montreux | brak udziału |
| 2016 | Montreux | brak udziału |
| 2017 | Montreux | brak udziału |
| 2018 | Montreux | brak udziału |
| 2019 | Montreux | brak udziału |